# Culex cottlei
Culex cottlei är en tvåvingeart som beskrevs av Sirivanakarn 1968. Culex cottlei ingår i släktet Culex och familjen stickmyggor.
Artens utbredningsområde är Bismarckarkipelagen. Inga underarter finns listade i Catalogue of Life.